# Roger Bureau
Roger Eugène Bureau, född 11 februari 1905 i Antwerpen, död i april 1945 i Hannover, var en belgisk ishockeyspelare. Han var med i det belgiska ishockeylandslaget som kom på delad femte plats i olympiska vinterspelen 1928 i Sankt Moritz och på delad 13:e plats i olympiska vinterspelen 1936 i Garmisch-Partenkirchen. Under andra världskriget kämpade han på de allierades sida. Han tillfångatogs 21 april 1944 av tyskarna vid gränsen mellan Spanien och Frankrike. Han dog i april 1945 i ett tyskt fångläger.